# Кубок світу з біатлону 2015—2016, змішана естафета
Залік змішаних естафет у рамках Кубку світу з біатлону сезону 2015—16 складається з 5 гонок, що проходили впродовж трьох етапів. Перші з цих гонок відбулися 29 листопада в Естерсунді, остання відбулась на чемпіонат світу в Осло. Із запланованих гонок три проходять у звичному форматі з участю двох жінок і двох чоловіків від кожної команди. Дві гонки проводяться за форматом одиночної змішаної естафети.

## Переможці та призери етапів
| Гонки:                                                                                       | Золото:                                                                                        | Час                                                       | Срібло:                                                                  | Час                                                       | Бронза:                                                                      | Час                                                       |
| Одиночна змішана естафета — Естерсунд Протокол [Архівовано 1 грудня 2015 у Wayback Machine.] | Норвегія Кайя Вейєн Ніколайсен Ларс Хелге Біркеланд Кайя Вейєн Ніколайсен Ларс Хелге Біркеланд | 36:27.3 (0+0) (0+0) (0+1) (0+1) (0+1) (1+3) (0+1) (0+0)   | Канада Росанна Кроуфорд Натан Сміт Росанна Кроуфорд Натан Сміт           | 36:39.2 (0+2) (0+2) (0+3) (0+0) (0+0) (0+0) (0+0) (0+2)   | Німеччина Марен Гаммершмідт Даніель Бем Марен Гаммершмідт Даніель Бем        | 36:40.5 (0+0) (0+3) (0+1) (0+1) (0+0) (1+3) (0+0) (0+0)   |
| Змішана естафета — Естерсунд Протокол [Архівовано 1 грудня 2015 у Wayback Machine.]          | Норвегія Фанні Гурн-Біркеланд Тіріл Екгофф Йоганнес Тінгнес Бо Тар'єй Бо                       | 1:11:42.6 (0+1) (0+1) (0+2) (0+2) (0+0) (0+3) (0+0) (0+0) | Німеччина Франціска Гільдебранд Ванесса Гінц Бенедикт Долль Сімон Шемпп  | 1:12:16.2 (0+1) (0+0) (0+2) (0+1) (0+1) (0+0) (0+0) (0+2) | Чехія Вероніка Віткова Габріела Соукалова Міхал Шлесінгр Ондрей Моравець     | 1:12:54.1 (0+3) (0+0) (0+0) (0+2) (0+1) (0+2)             |
| Одиночна змішана естафета — Кенмор Протокол [Архівовано 29 травня 2016 у Wayback Machine.]   | Франція Марі Дорен-Абер Мартен Фуркад Марі Дорен-Абер Мартен Фуркад                            | 37:59.0 (0+1) (0+1) (0+0) (0+1) (0+0) (0+0) (0+0) (0+1)   | Австрія Ліза Тереза Гаузер Сімон Едер Ліза Тереза Гаузер Сімон Едер      | 38:44.2 (0+1) (0+1) (0+2) (0+0) (0+3) (0+1) (0+0) (0+0)   | Норвегія Гільде Фенне Ларс Хегле Біркеланд Гільде Фенне Ларс Хегле Біркеланд | 38:54.3 (0+2) (0+0) (0+0) (0+1) (0+2) (0+0)               |
| Змішана естафета — Кенмор Протокол [Архівовано 29 травня 2016 у Wayback Machine.]            | Німеччина Франціска Гільдебранд Франциска Пройс Арнд Пайффер Сімон Шемпп                       | 1:05:38.8 (0+1) (0+0) (0+0) (0+1) (0+0) (0+0) (0+1) (0+1) | Італія Доротея Вірер Карін Обергофер Лукас Гофер Домінік Віндіш          | 1:06:51.7 (0+0) (0+2) (1+3) (0+3) (0+0) (0+0) (0+0) (0+2) | Норвегія Марте Олсбю Сіннове Солемдаль Александер Ус Говард Богетвейт        | 1:07:02.6 (0+2) (0+1) (0+0) (0+0) (0+1) (0+2) (0+0) (0+1) |
| Змішана естафета — Чемпіонат світу Протокол [Архівовано 3 березня 2016 у Wayback Machine.]   | Франція Анаїс Бескон Марі Дорен-Абер Кентен Фійон Майє Мартен Фуркад                           | 1:14:01.0 (0+0) (0+3) (0+0) (0+1) (0+2) (0+1) (0+0) (0+1) | Німеччина Франциска Пройс Франціска Гільдебранд Арнд Пайффер Сімон Шемпп | 1:14:05.3 (0+2) (0+0) (0+0) (0+1) (0+1) (0+1)             | Норвегія Марте Олсбю Тіріл Екгофф Йоганнес Тінгнес Бо Тар'єй Бо              | 1:14:15.4 (0+1) (0+0) (0+2) (0+2) (0+1) (0+1) (0+3) (0+0) |

## Залік
| #  | Команда         | ЕСТ ОЗЕ | ЕСТ | КЕН ОЗЕ | КЕН | ЧС | Загалом |
| -- | --------------- | ------- | --- | ------- | --- | -- | ------- |
|    | Норвегія        | 60      | 60  | 48      | 48  | 48 | 264     |
| 2  | Німеччина       | 48      | 54  | 36      | 60  | 54 | 252     |
| 3  | Франція         | 20      | 43  | 60      | 40  | 60 | 223     |
| 4  | Росія           | 40      | 38  | 43      | 34  | 36 | 191     |
| 5  | Канада          | 54      | 32  | 29      | 38  | 30 | 183     |
| 6  | Австрія         | 30      | 29  | 54      | 28  | 40 | 181     |
| 7  | Італія          | 32      | 19  | 40      | 54  | 34 | 179     |
| 8  | Україна         | 36      | 30  | 38      | 30  | 43 | 177     |
| 9  | Швеція          | 43      | 40  | 32      | 32  | 29 | 176     |
| 10 | Чехія           | 28      | 48  | 28      | 31  | 38 | 173     |
| 11 | США             | 26      | 31  | 25      | 43  | 31 | 156     |
| 12 | Білорусь        | 22      | 36  | 22      | 29  | 32 | 141     |
| 13 | Швейцарія       | 18      | 27  | 26      | 36  | 27 | 134     |
| 14 | Казахстан       | 25      | 26  | 30      | 26  | 26 | 133     |
| 15 | Словенія        | 21      | 34  | 23      | 24  | 28 | 130     |
| 15 | Японія          | 31      | 21  | 31      | 25  | 22 | 130     |
| 17 | Фінляндія       | 38      | 20  | 21      | 27  | 23 | 129     |
| 18 | Румунія         | 29      | 24  | 24      | 21  | 19 | 117     |
| 19 | Словаччина      | 24      | 25  | 20      | 22  | 24 | 115     |
| 20 | Польща          | 27      | 28  | 27      | —   | 21 | 103     |
| 21 | Південна Корея  | 15      | 18  | 19      | 20  | 17 | 89      |
| 22 | Латвія          | 34      | —   | 34      | —   | 16 | 84      |
| 23 | Естонія         | 16      | 23  | —       | 23  | 20 | 82      |
| 24 | Литва           | 19      | —   | 18      | 19  | 18 | 74      |
| 25 | Болгарія        | 23      | 22  | —       | —   | 25 | 70      |
| 26 | Велика Британія | 17      | —   | —       | —   | —  | 17      |